# Cryptus irroratorius
Cryptus irroratorius är en stekelart som först beskrevs av Fabricius 1775.  Cryptus irroratorius ingår i släktet Cryptus och familjen brokparasitsteklar. Inga underarter finns listade i Catalogue of Life.